# Nintendogs
Nintendogs är ett datorspel utvecklat av Nintendo. Spelet är en hundsimulator till Nintendo DS, utvecklad av Shigeru Miyamoto, där man med hjälp av konsolens mikrofon och beröringskänsliga bildskärm tränar, ger kommandon och kelar med hunden. Det går även att använda det så kallade Bark Mode, där du ansluter dig mot andra spelare i närheten som också har aktiverat Bark Mode. Med hjälp av det kan du bli vän med andra spelare och skicka prylar. Spelet har betytt mycket för försäljningen av Nintendo DS-konsolen i hela världen. Japanska Famitsu gav spelet 40 av 40 i betyg, den västerländska kritiken har varit något mer återhållsam.
Spelet finns i fem olika versioner. Det som skiljer versionerna är vilka hundraser man har att välja på i början av spelet; efterhand kan man (när man fått tillräckligt med poäng) köpa alla raser som finns att välja på i samtliga versioner (förutom de japanska, som har fyra raser färre).
I april 2005 kom började spelet saluföras i Japan, i USA den 22 augusti 2005 och i Europa den 7 oktober 2005.
Egentligen ville Nintendo döpa om Nintendogs till Puppy Times i USA, men till slut bestämde de sig för att ha kvar det japanska namnet Nintendogs.
I spelserien ingår följande titlar:

## Nintendogs: Chihuahua & Friends
I Nintendogs: Chihuahua & Friends finns följande hundraser att välja på från spelets början:
- Chihuahua
- Yorkshireterrier
- Cavalier king Charles spaniel
- Shetland Sheepdog
- Schäfer
- Boxer

## Nintendogs: Dachshund & Friends
I Nintendogs: Dachshund & Friends finns följande hundraser att välja på från spelets början:
- Dvärgtax
- Golden retriever
- Beagle
- Mops
- Siberian husky
- Shih-tzu

## Nintendogs: Labrador & Friends
I Nintendogs: Labrador & Friends finns följande hundraser att välja på från spelets början:
- Labrador retriever
- Dvärgschnauzer
- Dvärgpudel
- Welsh Corgi Pembroke
- Dvärgpinscher
- Shiba

## Nintendogs: Dalmatian & Friends
I Nintendogs: Dalmatian & Friends finns följande hundraser att välja på från spelets början:
- Dalmatiner
- Boxer
- Schäfer
- Golden retriver
- Yorkshireterrier
- Beagle

## Nintendogs: Best Friends Edition
Nintendogs: Best Friends Edition finns bara i Japan.

## Nintendogs: Shiba & Friends
Nintendogs: Shiba & Friends finns bara i Japan. Den här versionen är nästan likadan som Nintendogs: Labrador & Friends, det är bara någon ras som skiljer. I den här versionen ingår:
- Shetland sheepdog
- Shiba
- Pudel
- Welsh Corgi Pembroke
- Dvärgpinscher